# Rue Dupont (Bruxelles)
Pour les articles homonymes, voir Rue Dupont.
La rue Dupont (en néerlandais : Dupontstraat) est une rue bruxelloise de la commune de Schaerbeek très pentue qui va de la rue de Brabant (gare du Nord) en montant jusqu'au carrefour de la rue des Palais et de la rue Royale (église Sainte-Marie) en passant par la rue des Plantes, la rue Linné, la rue Verte et la rue de la Poste.
Il s'agit d'une rue à sens unique, accessible uniquement dans le sens descendant de l'église Sainte-Marie à la gare du Nord, mais à double sens pour les cyclistes (Sul). Elle porte le nom du propriétaire terrien et homme politique, Jean Dupont, né à Namur le 2 novembre 1771 et décédé à Schaerbeek le 13 avril 1846.

## Adresses notables
- no 20 : centre scolaire Saint-Michel
- no 58 : salle Le 58
- no 78 : le peintre Henri Evenepoel (1872-1899) y a habité
- no 81 : le peintre Joseph Coosemans (1828-1904) y a habité